# Destinus Hornet
Le Destinus Hornet est un drone militaire, conçu par la société aérospatiale Destinus de Payerne (Suisse).

## Constructeur
Le drone Hornet est fabriqué par la société Destinus, fondée par un ingénieur russe nommé Mikhaïl Kokoritch. Initialement situé à Payerne, dans le canton de Vaud, le siège social de la société est désormais en France.

## Conception
Le Hornet est un mini-drone, il ne pèse que quelques kilogrammes. Par contre il est très rapide (près de 300 km/h),. Sa modularité lui permet d’être adapté à différentes missions, avec des charges utiles rapidement interchangeables sur le terrain. Le Hornet est disponible dans les configurations « Hunter », « Stalker » ou « Plotter » selon la mission :
- surveillance et renseignement[8] ;
- cartographie[2],[9] 3D[8] de zone[7] ou du territoire[5] ;
- relais de télécommunications[2],[7],[6],[9] pour relayer un signal[5] ou des données[8] ;
- interception et destruction de drones ennemis[8],[6].

Dans ce dernier rôle, le Hornet est doté d’une intelligence artificielle qui lui permet d’identifier les drones ennemis et de les attaquer de manière autonome, sans intervention humaine,. Il est capable de prendre tout seul la décision de tir,,.
Un précédent drone de la firme, le Destinus Lord, faisait déjà appel à l’IA. Ce drone de renseignement qui ressemble à un ULM est capable de se repérer de façon autonome sans GPS. L'engin est en effet pourvu d'une IA qui identifie le terrain survolé. Destinus n’est donc pas parti d'une page blanche pour concevoir le Hornet.
Le Hornet représente une évolution significative dans la lutte anti-drones, où la rapidité de réaction et la précision sont des atouts déterminants. De plus, il rend la défense aérienne plus sécurisée et moins dépendante d’une surveillance humaine constante. Enfin, il est financièrement beaucoup plus abordable, que les intercepteurs coûteux fournis aux Forces armées ukrainiennes par leurs partenaires et alliés.
Rien n'a encore été décidé en ce qui concerne le lieu de production du Hornet, a indiqué la société.